# Raport Meriama
Raport Meriama (ang. Meriam Report) – opublikowany w 1928 roku przez amerykański Instytut Studiów Rządowych (ang. Institute for Government Research) raport, krytycznie oceniający system oświaty Indian w Stanach Zjednoczonych. Noszący oficjalny tytuł The Problem of Indian Administration (Problem indiańskiej administracji), ale popularnie zwany – od nazwiska jednego z głównych jego autorów – Raportem Meriama, dokument stał się podstawą do niezbędnych reform rządowej polityki wobec Indian, w tym zmian w zakresie oświaty tubylczych Amerykanów. Raport ujawnił m.in. szokujące warunki panujące w wielu organizowanych specjalnie dla indiańskich dzieci w poprzednich dziesięcioleciach rządowych szkołach z internatami, w tym liczne przypadki przeludnienia, przemocy i braku stosownej opieki. Dokument potwierdził wcześniejsze zarzuty (m.in. Charlesa Alexandra Eastmana i innych członków Towarzystwa Amerykańskich Indian (SAI)) dotyczące wykorzystywania uczniów do przymusowej pracy i niskiego poziomu kadry pedagogicznej zatrudnionej w szkołach dla Indian. Chociaż jego autorzy sugerowali, że nauczyciele próbują dostosowywać program nauczania i wychowania do specyficznych – np. kulturowo i językowo – możliwości i potrzeb dzieci, to jednak potwierdził też, że zasadniczym celem takich szkół jest oderwanie uczniów od plemiennych korzeni i ich asymilacja.
Raport powstał krótko po przyznaniu w 1924 roku wszystkim Indianom żyjącym w granicach Stanów Zjednoczonych obywatelstwa amerykańskiego jako swoistej nagrody za postępy w integracji i liczne zgłaszanie się indiańskich ochotników do armii Stanów Zjednoczonych i ich walkę na frontach I wojny światowej. Część Indian – np. mieszkańcy Terytorium Indiańskiego – otrzymała nie zawsze chciane przez nich obywatelstwo już wcześniej, zwykle wraz z objęciem indywidualnych działek, na które dzielono wówczas wspólne ziemie plemienne (odbierając zarazem tubylcom „nadmiar ziemi” (ang. surplus lands) i przeznaczając ją pod otwarte osadnictwo). Zostanie obywatelami Stanów Zjednoczonych nie oznaczało jednak dla Indian otrzymania automatycznie pełni obywatelskich uprawnień – np. praw wyborczych (niektóre stany przyznały je tubylczym Amerykanom dopiero w 1948 roku), praw do pełnego dysponowania otrzymaną ziemią czy prawa do samodzielnego wychowania i kształcenia dzieci, często wbrew woli rodziców wysyłanych z rezerwatów do szkół z internatami. Istotną rolę w tych (i innych) sprawach dotyczących życia tubylczych Amerykanów odgrywało nadal Biuro do spraw Indian (ang. Bureau of Indian Affairs).
Wnioski zawarte w raporcie umożliwiły i przyspieszyły szereg zmian w tubylczej oświacie państwowej – a także do pewnego stopnia misyjnej i prywatnej – wdrażanych przez kolejną dekadę w ramach reform tzw. Nowego Ładu (New Deal) za rządów prezydenta Franklina Delano Roosevelta i komisarza do spraw Indian Johna Colliera. Dotyczyły one m.in. edukacji dwujęzycznej, szerszego uwzględnienia w programie szkół elementów tubylczych kultur oraz zastępowania niektórych indiańskich szkół z internatami szkołami dziennymi. Spory wokół nowatorskiej ustawy o reorganizacji Indian i kierunków rządowej polityki wobec tubylczych Amerykanów doprowadziły do ustąpienia komisarza Colliera w roku 1945 i wstrzymania części reform na wiele kolejnych lat (mimo powstania w 1944 roku Krajowego Kongresu Indian Amerykańskich – pierwszej współczesnej panindiańskiej organizacji w USA).